# Трансрапид Шанхай
Трансрапид Шанхай e МАГЛЕВ влак, който на 31.12.2002 г. е пуснат в опитно функциониране по тридесет километровото трасе от станцията на улица Лонгянг, намираща се в предградие на Шанхай, до летището в Пудонг.

## Време на пътуване, пътни разходи, експлоатация
Трансрапид Шанхай, в Китай наричан шанхайския МАГЛЕВ влак или още Cixuanfulieche (на китайски 磁悬浮列车), се нуждае от седем минути и осемнадесет секунди, за да премине тридесет километровото трасе. След три минути и половина (изминатият път възлиза на дванадесет километра и половина) се достига най-високата функционална скорост от 430 km/h. Тя се поддържа в рамките на петдесет секунди преди да се навлезе във фазата на закъснително движение, като спирачният път е отново дванадесет километра и половина. В този случай средната скорост на влака върху втората отсечка възлиза на 247 km/h.
Междувременно, при повечето ежедневни пътувания (47 от общо 59 във всяка посока), максималната скорост е намалена на 300 km/h, като по този начин необходимото време за преминаване на пътя, се увеличава на осем минути и десет секунди. Най-високата скорост от 430 km/h (този статус е налице от август 2013 г.) се развива само сутрин и следобед, съответно по време на 45-минутни времеви пролуки
Трансрапид се движи по линията ежедневно по 14 часа и може да превозва на всяко пътуване до 440 пасажери. Средно всеки ден са били транспортирани (статус от края на 2007 г.) около 7500 пътници. Обикновеният превоз във втора класа струва 50 йени или 6 евро, като при представяне на валиден самолетен билет цената е 40 йени. Това е десетократно стойността на едно вътрешноградско пътуване, съдържащо между 5 и 7 спирки с метрото или 2,5 пъти цената на билетите за летищните автобуси, свързващи вътрешността на града директно с летището Пудонг.
Трасето има дефицит на медийни репортажи, поради ниските нива на употреба. WeltOnline споменава на 20 януари 2009 г. по предложение на ChinaBusinessJournal, за загубата за разработчиците на проекта, възлизаща на поне 100 милиона евро до края на 2007 г. и също така за експлоатационно равнище, бидещо под 20% от очакваното.

## Проектът
При трасето на Трансрапид Шанхай е налице първото комерсиално използване на Трансрапид системата. Все пак отсечката е планувана „само“ като опитна такава, поради което китайската държава не е искала да се реализира като първата, употребяваща технологията комерсиално без признаване на продължителна употреба. Като причина за вземането на това решение са упоменати трасирането на линията с максимален радиус на завоите и пътуването на железница, по време на което се развива максимално ускорение, като поради краткостта на пътната отсечка не може да се достигне най-високата адекватна скорост. Затова официално като цел не е поставяна употребата от икономическа гледна точка, а по-скоро тестването на качествата на работа при високи товарни капацитети.
Особено предизвикателство за строителите на отсечката представлявали шанхайските меки и богати на води седиментни почви. За да се придаде необходимата стабилност на колоните, намиращи се на 25 метра една от друга, всяка една от тях е поставена върху бетонна плоча с площ 8 квадратни метра. Силите, необходими за равновесието на конструкцията, се улавяли от всяка плоча, имаща най-много 16 парчета бетонни цилиндрични основи, достигащи до дълбочина 80 метра. За да се подсигурят съвсем леки отклонения на пътното ниво при тектонични дислокации (например слаби земетресения), системата може да се отрегулира и хидравлично.
От дълго време насам китайските университети и фирми се опитват, доколкото е възможно, да успеят да произвеждат частите за превозните средства локално в Китай. Тази локализация трябва да пренесе методиката на производство в страната и също така да намали разходите. Има частични съмнения, че всъщност тази мярка във всички случаи ще доведе до желаното понижаване на разходите. По-нататъшното развитие на системата е съществено зависимо от инженерните успехи и общата работа с немските производители. Китай вече в действителност се счита за добре позиционирана по отношение на строителството на пътища в тази област, а при ръководната и регулираща техника все още не е достатъчно трудоспособна. Въпреки това, съществува страхът, че Китай спестява високите разходи за собствени си разработки и копира технологията.

## Проектен развой
(Чрез частично използване на времевите табла в изложбената зала на Шанхай Маглев Лонгянг станцията).
- По време на посещение на бившия бундесканцлер Шрьодер, между представители на Thyssen корпорацията и Китайското Министерство на Науката, е подписана декларация по намерение за изграждането на опитна отсечка за Трансрапид с дължина между 50 и 100 километра. Като местонахождения на проекта са били обмисляни Пекин и населената индустриална зона на Шанхай;
- 30.06.2000 г. Немското и китайското правителства подписват споразумение за проведаждане на общо изследване относно осъществимостта на шанхайски МАГЛЕВ;
- Август 2000 г. Shanghai Maglev Transportation Development Co. Ltd. Е основана с начален капитал, възлизащ на 2 млрд. йени. Осем партньори инвестират в проекта;
- 20.11.2000 г. Изготвеното немско-китайско изследване относно осъществимостта на китайски МАГЛЕВ за проекта е публикувано. По същото време започват преговорите между Китай и Германия за сервизната работа и доставките на конструкционните части. От немска страна участие имат фирмите Firmen Max Bögl, Siemens AG, ThyssenKrupp Transrapid GmbH und Transrapid International GmbH & Co. KG. Сумата по договора възлиза на 1,293 млрд. немски марки;
- 23 януари 2001 г. Китайските и немски пъртньори подписват договора, свързан с доставките на части и сервизната работа. Мащабът на сделката е изчислен на под 2 млрд. немски марки, като тя включва четири превозни средства, съставени от по шест части (доставени от Thyssen-Krupp), както и ръководната, двигателната и сигналната техника (доставена чрез Siemens). Разходите за пътните артерии, възлизащи на още един млрд. немски марки, са покрити от немското и китайското правителство. Германското бундес правителство субсидира намерението за изграждане на МАГЛЕВ с двеста милиона немски марки от отпуснатите лихви на UMTS-търга. Първата железница трябва да бъде пусната в левитация по отсечката на 1.01.2003 г., а нормалното функциониране трябва да

бъде подето от началото на 2004 г. За тогавашния момента подписването се очаквало да се проведе в средата на декември 2000 г., но е отменено, тъй като и двете страни не постигат единодушие за цената;
- 26 януари 2001 г. Сключен е още един договор за съучастие при работата по изграждането на трасето;
- Февруари 2001 г. Въз основа на изследването за изпълнимост на проекта е завършена първата дизайнова скица. С помощта на германския технологичен трансфер, започва окончателното конструиране на трасе, път, обслужващ център и т.н.;
- 01.03.2001 г. Започва строенето на фабриката за производство на вагоните;
- Март 2001 г. Покупката на почвата, която се постила върху повърхността на пътя, е почти приключена. Също така събарянето на сгради в района на проекта е приключено;
- 31.12.2002 г. Състои се така нареченото ВИП-пътуване, на което присъстват китайският министър-президент Зху Ронджи и германският канцлер Шрьодер;
- Юли 2003 г. Автоматично управляваното и подсигурено функциониране с две превозни средства и срещуположен влаков трафик започва. От септември 2003 г. се тества автоматично кръгово движение с три железници;
- Ноември 2003 г. Демонстрационно пътуване с осем секторен влак;
- 12.11.2003 г. Немодифицираният шанхайски Трансрапид постига нов рекорд като най-бързия комерсиален магнитен левитиращ влак, развивайки 501 km/h. За сравнение: през 2007 г. TGV постига 574,8 km/h, използвайки традиционна шинна връзка, но все пак бидейки специално построено рекордно превозно средство и движейки се на приготвена пътна отсечка, извършвайки само едно рекордно пътуване;
- Декември 2003 г. Разрешението за комерсиално използване като най-бързото релсово превозно средство, движещо се по разписание, е постигнато. През първите няколко експлотационни седмици бройката на пътуващи се задържа около 500-600 дневно, което е явно по-малко от очакваното. Услугата в началото е била ограничена до няколко часа дневно;
- 3.07.2004 г. Едномилионният пасажер;
- В средата на юли 2004 г. е отхвърлен медиен доклад на обществото на занимаващите се с проекта, според който, трасето потъва поради меките почви. Това обаче е взето под вниманието по време планирането на отсечката, съоръжението е под контрол;
- Юли 2005 г. Четири милиона пътници;
- Юни 2006 г. Седем милиона пътници;
- края на 2007 г. Общо тринадесет милиона превозени пътници;
- Юли 2008 г. Повече от петнадесет милиона пътници са превозени до края на месеца;
- Декември 2010 г. Двадесет и седем милиона превозени пасажери;
- Януари 2011 г. Комерсиално използване върху трасето на изцяло произведен в Китай МАГЛЕВ влак, имащ четири секции;

В началото на плановете по проекта през 2001 г. се изчислява, че той ще има десет милиона пътници до 2010 г., реалното експлотационно ниво през 2007 г. обаче възлиза на четири милиона. Според доклади на пресата са налице големи икономически загуби. На икономически перспективното управление на отсечката се противопостяват живущите в близост, поради силния шум при развиването на високи скорости. За основен проблем се смята разпокъсаният транспорт, тъй като отсечката на МАГЛЕВ влака достига само до външната източна граница на застроената вътрешна градска част и прекачване на автобуси или метро е наложително. За достигането на западните градски райони ще е необходимо още около девет километра трасе върху сложни за обработка терени, преминаващо и през река.
В рамките на кооперативния договор с немските производители на МАГЛЕВ системата е направено споразумение за технологичен трансфер, който трябва да даде възможност на китайците сравнително самостоятелно да строят магнитни левитиращи железници. Първото изцяло произведено в Китай такова превозно средство е представено на обществеността през пролетта на 2010 г. и се намира в ежедневна употреба на трасето от 2011 г. То съответства оптически предимно на „немския“ Трансрапид.

## Планове за преустройство на проекта
Опитите на консорциумът Трансрапид да убеди китайското правителство да използва технологията за плануваната линия към Пекин, се провалят.
Вместо това в началото на 2004 г. консорциумът се надява да приложи технологията на пътни отсечки от Шанхай към Ханджоу или Нанкин. Планираното разширение към намиращия се на 170 километра съседнски град Ханджоу обаче е отказано през 2011 г.
Един друг строителен план съдържа свързването на намиращите се на около 53 километра едно от друго летища на Шанхай (интернациоланото летище Пудонг със западно намиращото се от централната градска част, вътрешно за страната летище Хонгиао). Thyssen-Krupp и шанхайското общество, занимаващо се с функционирането на МАГЛЕВ, трябвало да се съгласят, въз основа на по-ранни доклади, относно това преустройство преди шанхайската световна изложба през 2010 г., но развитието на проекта е прекратено. С цел да се ограничи обезпокояването на живеещите в съседство на проекта, първоначалният план е съкратен и при някои разширени части е планирано подземно трасиране. Връзката с второто летище трябвало да подобри икономическото статукво на тогавашната централна обща отсечка, намираща се в моментно неудовлетворително ниво на експлоатация. През 2008 г. има демонстрации срещу разширяването на строителството на шанхайския Трансрапид. Жителите се страхуват предимно от нанасянето на здравословни вреди. Разходите на Китай за всеки нов километър трасе възлизали на средно около 46 милиона и противно на началните планове се увеличили повече от два пъти. Не е ясно дали ще бъде постигната реализация на проектовите планове от страна на китайците, занимаващи се с разработката (статус февруари 2013 г.). Thyssen-Krupp са затворили завода на Трансрапид в Касел през 2012 г.

## Инциденти
На 11.08.2006 г. поради технически дефект в Трансрапид избухва пожар. Според разкази на свидетели вторият вагон изведнъж се запалва. Влакът успява да спре в рамките на 500 метра и пожарът е бързо потушен. Въпреки сериозното разпространение на пушек, никой не е пострадал. Налице са само материални щети. Пътят все пак е блокиран от авариралия влак в продължение на няколко дни и поради това не функционира. Причината е дефектна батерия.
|  | Тази страница частично или изцяло представлява превод на страницата Transrapid Shanghai в Уикипедия на немски. Оригиналният текст, както и този превод, са защитени от Лиценза „Криейтив Комънс – Признание – Споделяне на споделеното“, а за съдържание, създадено преди юни 2009 година – от Лиценза за свободна документация на ГНУ. Прегледайте историята на редакциите на оригиналната страница, както и на преводната страница, за да видите списъка на съавторите. ВАЖНО: Този шаблон се отнася единствено до авторските права върху съдържанието на статията. Добавянето му не отменя изискването да се посочват конкретни източници на твърденията, които да бъдат благонадеждни. |